# Aartsengel Michaël (Den Haag)

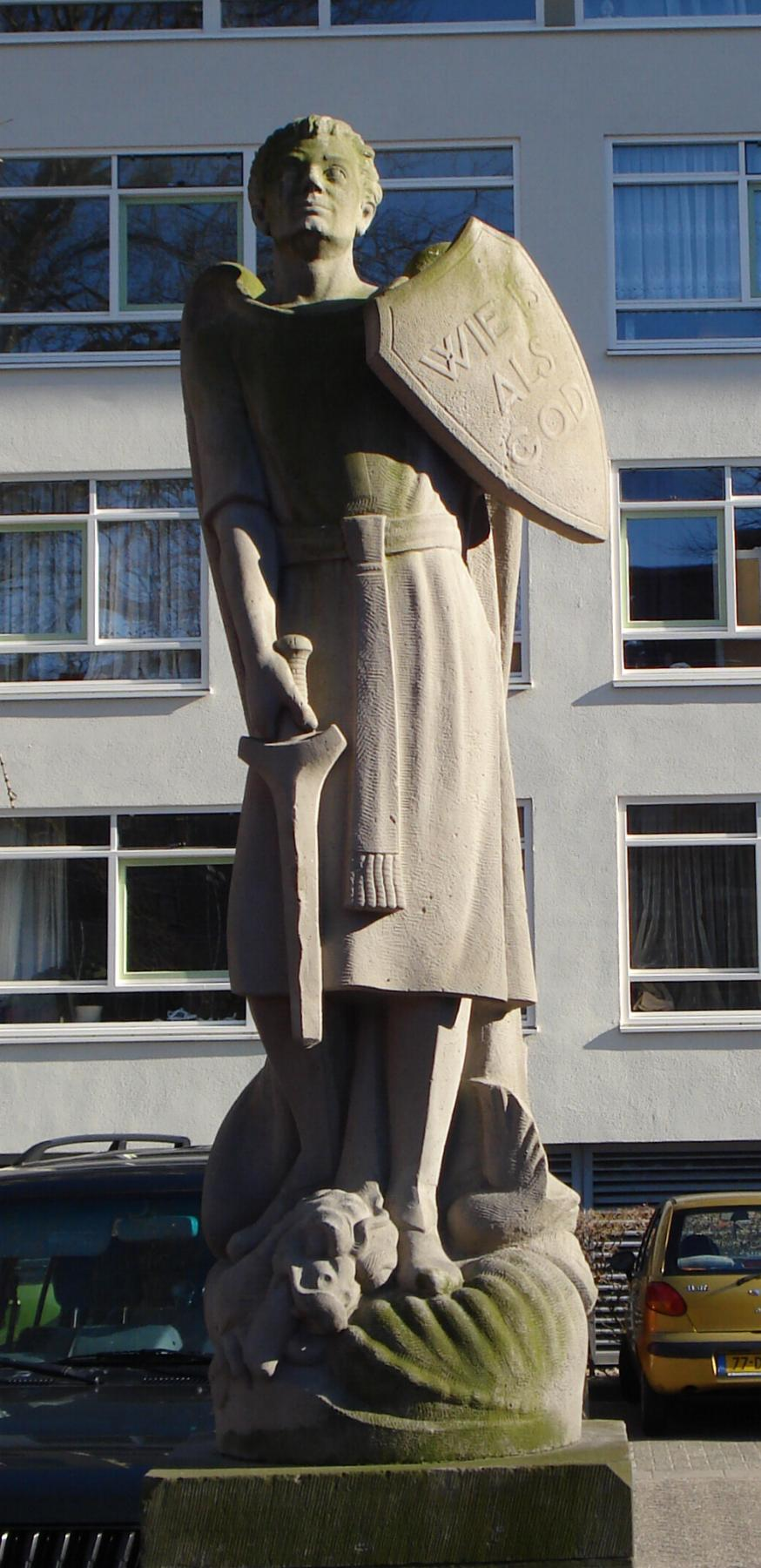

Aartsengel Michaël is een natuurstenen monument in Den Haag waarmee de aartsengel bedankt wordt voor zijn bescherming van het ziekenhuis Joannes de Deo (later hernoemd naar ziekenhuis Westeinde) tijdens de Tweede Wereldoorlog. Het beeld werd gemaakt door Herman van Remmen en in 1947 onthuld. Het werd toen geplaatst onder de overkapping bij de entree van het ziekenhuis.
Toen het ziekenhuis in 1979 naar de huidige locatie verhuisde, ook aan het Westeinde, werd dit monument meeverhuisd. Het staat nu in een plantsoentje bij de parkeerplaats die zich voor het ziekenhuis bevindt.
Op het schild staat:

Op het rechthoekige voetstuk staat:
UIT DANKBAARHEID

AAN DEN AARTSENGEL MICHAËL

VOOR ZIJN BESCHERMING

TIJDENS DEN WERELDOORLOG 
  
10 MEI 1940 . 4 MEI 1945
Naast dit monument staat het monument voor de Zusters van Liefde van O.L.V. Moeder van Barmhartigheid uit 1923.